# Blegoš
Blegoš je 1562 metrů vysoká hora v podhůří Julských Alp ve Slovinsku, po Ratitovci druhý nejvyšší vrchol Škofjelockých hor. Tyčí se mezi Poljanskou a Selškou dolinou, přibližně 15 kilometru západně od města Škofja Loka.
Nejlepší přístupová cesta na vrchol vede od vesnice Gorenja Žetina, která leží na jeho východním úbočí.
Nezalesněný vrchol Blegoše nabízí vynikající výhled na nejvyšší pohoří Slovinska – Julské Alpy, Karavanky a Kamnicko-Savinjské Alpy – i celou krajinu středního Slovinska. Na vrcholu se nachází vrcholová kniha.
Na severozápadním úbočí hory stojí v nadmořské výšce 1391 m horská chata Koča na Blegošu.
Horu Blegoš rozsáhle popisuje a oslavuje slovinský spisovatel Ivan Tavčar ve svém díle Podzimní kvítí (Cvetje v jeseni).

Před druhou světovou válkou byl vrchol i úbočí hory (v jejíž blízkosti tehdy procházela jugoslávsko-italská hranice) silně opevněn v rámci stavby jugoslávského pohraničního opevnění – Rupnikovy linie. Po vypuknutí Dubnové války v roce 1941 byl Blegoš jediným místem, kde italská armáda podnikla (v noci ze 7. na 8. dubna) významnější útok na Rupnikovu linii, ten však byl obránci úspěšně odražen. O několik dní později ale kvůli nepříznivému vývoji na jiných částech fronty (postup Němců od severovýchodu hrozil, že budou obránci obklíčeni) byla jugoslávská armáda nucena opustit své pozice v pohraničním opevnění a stáhnout se dál do vnitrozemí.

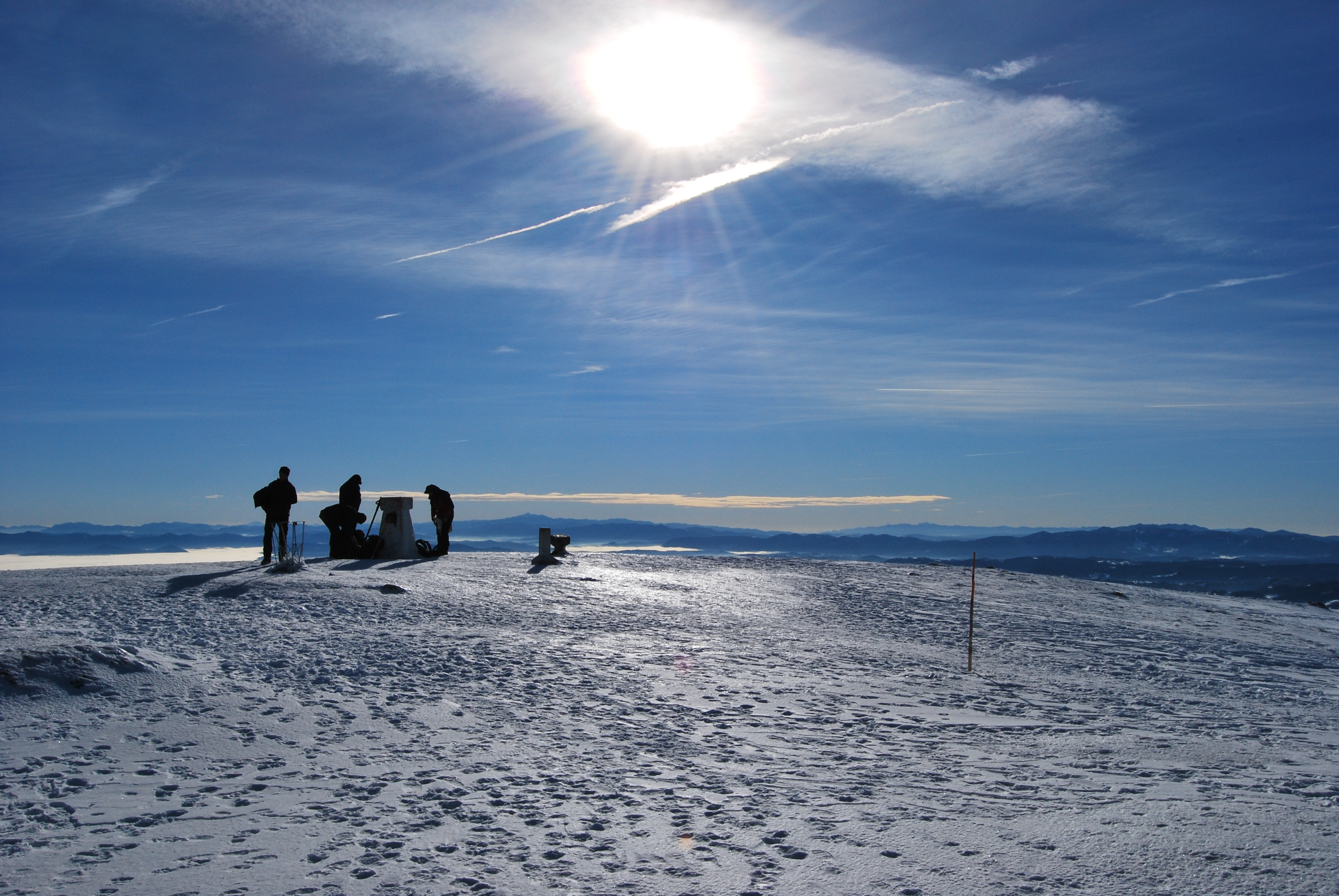
Vrcholek Blegoše v zimě
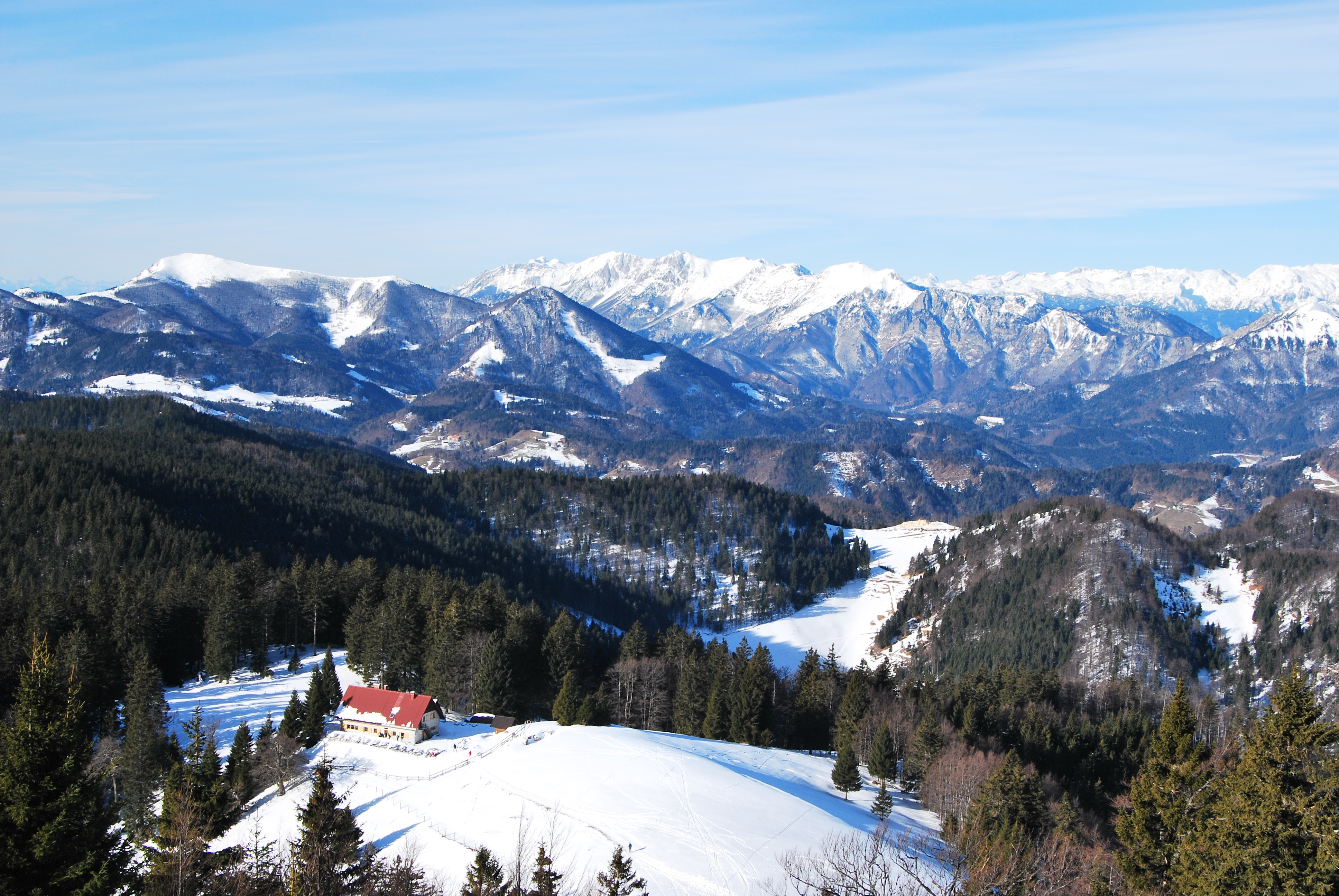
Zimní pohled z vrcholu Blegoše na severozápad k Julským Alpám
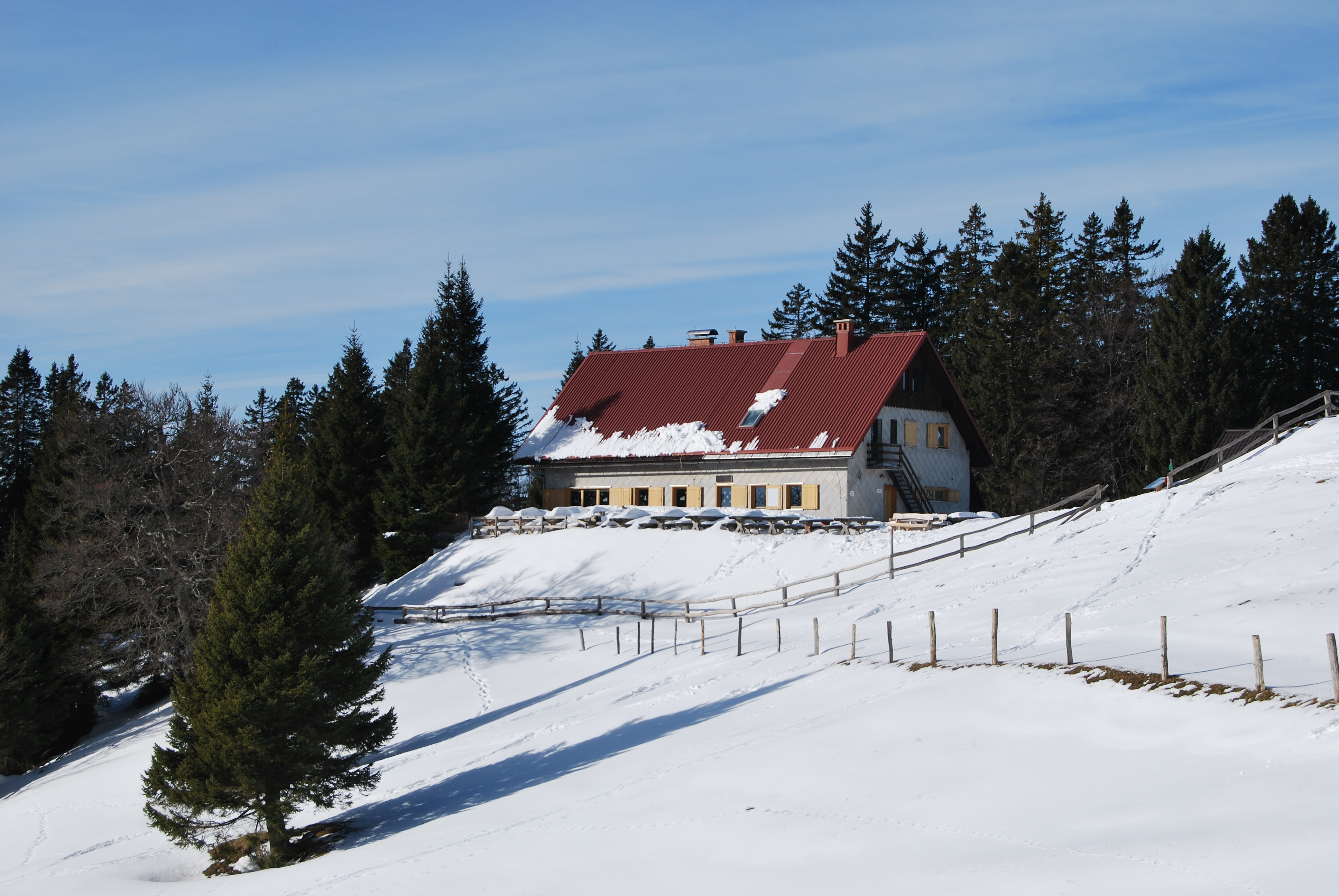
Koča na Blegošu
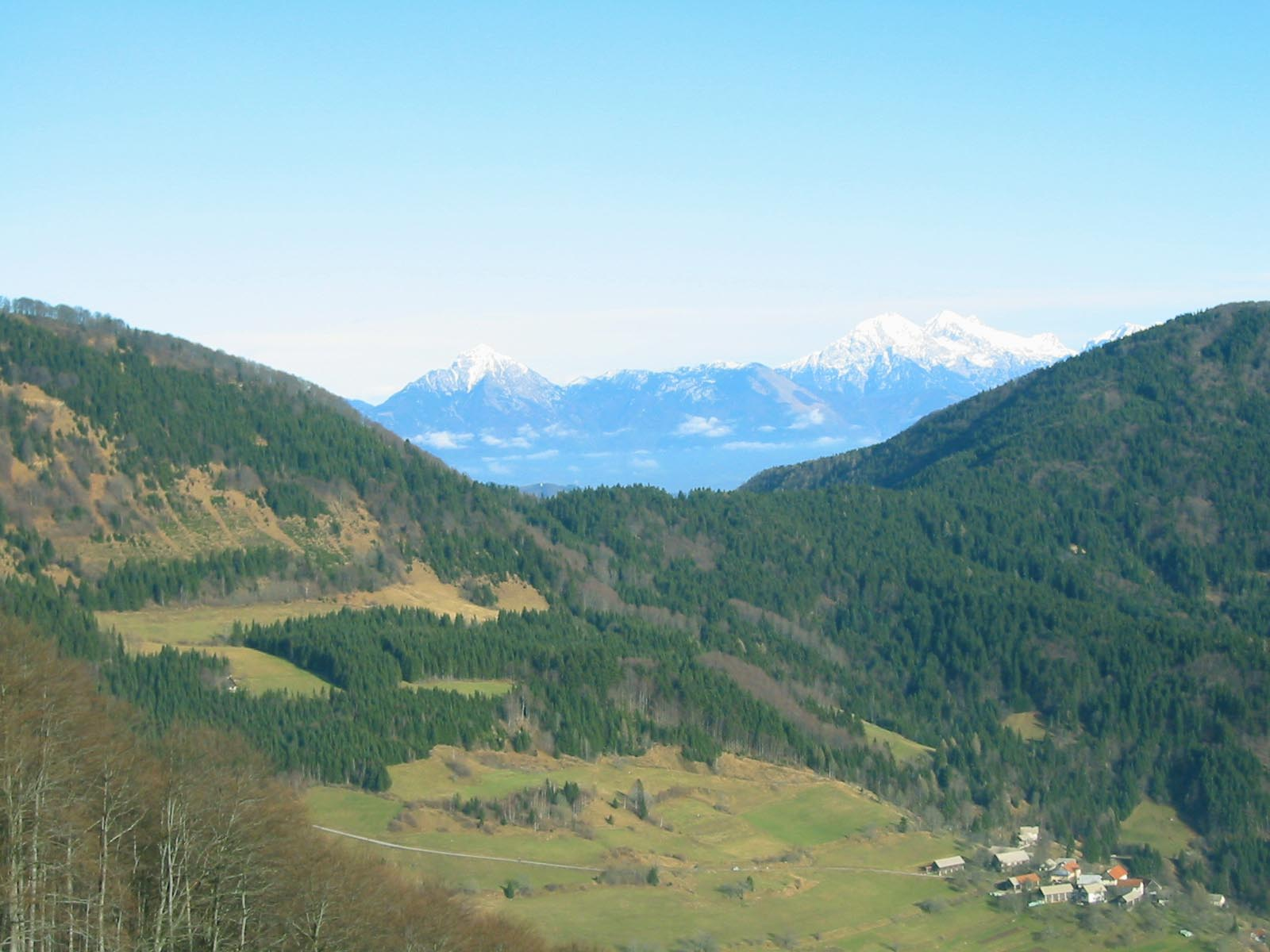
Pohled z východního úbočí Blegoše směrem k severovýchodu na sedlo mezi vrchy Koprivnik a Mladi Vrh, vpravo dole osada Gorenja Žetina
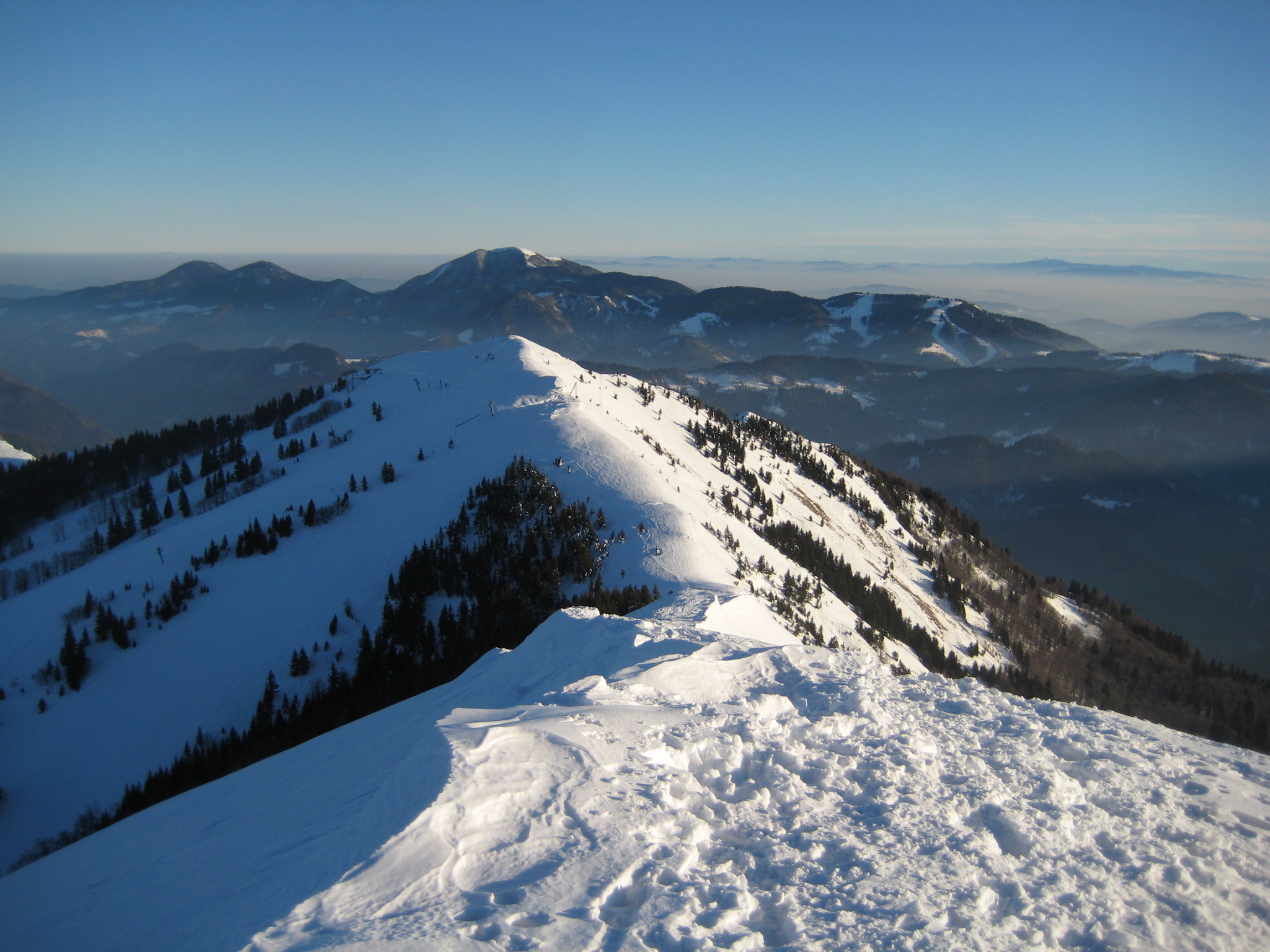
Pohled z Lajnaru směrem k Blegoši
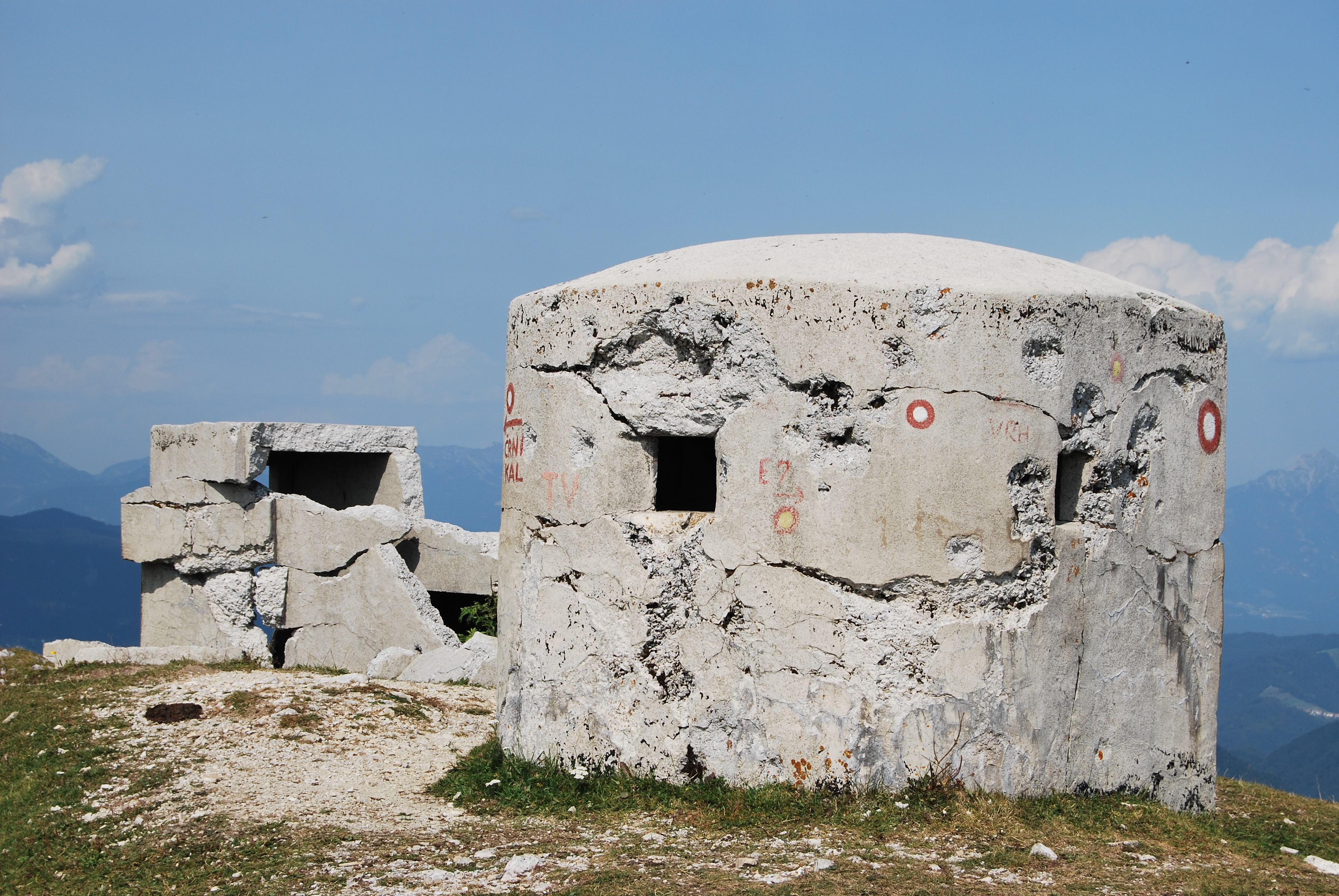
Kulometné hnízdo Rupnikovy linie na vrcholu Blegoše